# Maianthemum gigas
Maianthemum gigas là một loài thực vật có hoa trong họ Măng tây. Loài này được (Woodson) LaFrankie mô tả khoa học đầu tiên năm 1986.